# Miss Mato Grosso do Sul 2018
Miss Mato Grosso do Sul BE Emotion 2018 não foi um concurso e sim uma cerimônia de indicação da candidata do Estado do Mato Grosso do Sul rumo à competição de Miss Brasil 2018. Quarto Estado à escolher uma candidata válida para a disputa nacional, este foi o 37º ano de participação de uma sul-matogrossense no certame de Miss Brasil. A escolhida foi a estudante de Programação, Giovanna Grigolli, natural de Três Lagoas.

## A indicada
Natural de Três Lagoas, Giovanna Grigolli tem 24 anos e estuda programação. Ex-obesa durante sua infância e início da adolescência, Grigolli fez um desabafo em sua rede social no instagram sobre sua condição física na época e sobre o bullying que sofria na escola.
| “ | Vocês conseguem acreditar que essa menina será coroada como Miss Mato Grosso do Sul BE Emotion 2018? Porque eu, sinceramente, já duvidei muito disso e jamais imaginei que ela seria capaz de algo assim. Essa garota era obesa, pesava 110 kg e sofria bullying dentro da própria casa, na rua, em lojas. Essa garota sofreu quando jogaram um balde cheio de minhocas nela dentro da escola apenas pelo fato de ser gorda e suas colegas não fizeram nada, pois tinham vergonha dela. Essa garota, que mesmo sendo extremamente feliz com si mesma, interna e externamente, acabou acreditando por um longo tempo que era um monstro e por isso deveria ser punida, até mudar seu jeito. E foi assim que essa garota, com apenas 13 anos, adquiriu diversos problemas psicológicos, alimentares e interpessoais. Foi assim que ela perdeu 60 kg em menos de seis meses, com pensamento de que finalmente estaria livre de todos os comentários. Mas foi aí que essa garota teve outra decepção, pois descobriu que toda a maldade em cima dela só estava começando. E que nesse caminho acabou perdendo a única pessoa por quem realmente poderia lutar por ela: ela mesma. Essa garota passou a não gostar de ir à escola pelos olhares dos professores de deboche por ser “problemática” e “mentirosa”, pelos comentários dos colegas rindo por ela ser diferente e não curtir beber de cair ate o chão, pelas críticas vindas da própria família falando que ela nunca poderia dar orgulho algum e também sofreu principalmente internamente por achar que todos estavam certos e ela sempre seria uma vergonha para todos à sua volta. A garota que sempre amou dançar, rir, conversar, passear, acabou se prendendo em um inferno particular. E o medo a dominou por pensar que ela não era alguém “normal”, o que acabou fazendo com que ela se fechasse por anos. Mesmo estando sozinha, essa garota conseguiu superar toda sua carga emocional, dando a volta por cima ao passar em diversas universidades, além de se tornar modelo, por um breve tempo. Atualmente com 20 anos, essa garota é empresária de diversas áreas, tendo ênfase na área de programação, a qual também é sua paixão, já que estuda justamente isso. | ” |

Sua trajetória foi notícia de destaque em um portal do jornal Metro de Porto Rico.

## Resultado
| Posição  | Município & Candidata             |
| Indicada | - Três Lagoas - Giovanna Grigolli |